# 29419 Mládková
(29419) Mládková, denumire internațională (29419) Mladkova, este un asteroid din centura principală de asteroizi.

## Descriere
29419 Mládková este un asteroid din centura principală de asteroizi. A fost descoperit pe 13 ianuarie 1997 la Observatorul din Ondřejov de Lenka Šarounová. Asteroidul prezintă o orbită caracterizată de o semiaxă mare de 3,33 ua, o excentricitate de 0,10 și o înclinație de 2,2° în raport cu ecliptica.